# Michael Christian Martinez
Michael Christian Martinez (* 4. listopadu 1996 Parañaque) je filipínský krasobruslař, soutěžící v kategorii mužů. V roce 2012 byl sedmý na Olympijských hrách mládeže a v roce 2013 obsadil páté místo na mistrovství světa juniorů v krasobruslení. Vyhrál Rumunskou křišťálovou brusli 2012, Triglav Trophy 2014 a 2015 a Asian Figure Skating Trophy 2015. V roce 2014 byl jediným zástupcem Filipín na olympijských hrách v Soči a obsadil 19. místo. Na mistrovství světa v krasobruslení skončil dvacátý první v roce 2015, devatenáctý v roce 2016 a dvacátý čtvrtý v roce 2017. Na mistrovství čtyř kontinentů v krasobruslení obsadil 9. místo v roce 2016 a 14. místo v roce 2017. V roce 2017 získal stříbrnou medaili na Hrách jihovýchodní Asie. Kvalifikoval se na Zimní olympijské hry 2018 v Pchjongčchangu jako první náhradník poté, co se účastnického místa zřeklo Švédsko. Na olympiádě obsadil 28. místo v krátkém programu a do volných jízd nepostoupil. Mistrovství světa v krasobruslení 2018 se nezúčastnil, ale oznámil, že s krasobruslením nekončí a bude se připravovat na domácí Hry jihovýchodní Asie 2019.